# Макіяж

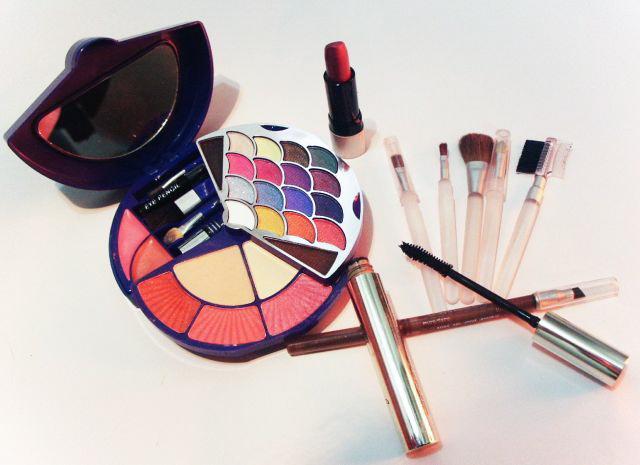

Макія́ж (від фр. maquillage) — нанесення на шкіру обличчя різних видів декоративної косметики з метою прикраси, а також приховування присутніх проблем на шкірі Макіяж є різновидом гриму.

## Визначення
Макіяж — це не тільки малювання, а також моделювання, підправлення (коригування) форми й кольору обличчя. За допомогою декоративних препаратів ставиться мета підкреслити привабливі риси обличчя. Найважливіше — вміти використовувати ці препарати. Хороший макіяж повинен бути ніжним і підкреслювати всю тонкість самого макіяжу; він повинен бути природним, майже непомітним. При правильному нанесенні і своєчасному усуненні він не порушує звичних процесів у шкірі. Удень він виконує роль тонкого шару, що ефективно захищає шкіру від несприятливого впливу факторів навколишнього середовища. У декоративних препаратах, що виробляються сучасною косметичною індустрією, міститься величезна кількість корисних для шкіри інгредієнтів.

## Види макіяжу
Макіяж залежить від пори року, часу доби (ранок, день, вечір), а головне — від свого призначення. Він вимагає повної гармонії зі всім зовнішнім виглядом — одягом, аксесуарами, біжутерією, манікюром. Найчастіше виділяють денний (повсякденний) і вечірній (урочистий) макіяжі.
Макіяж пов'язаний з модними художніми напрямами — саме вони задають колірну гаму і форму брів, губ, очей. Сьогодні макіяж підкорюється трьом напрямам у моді: класичному, романтичному і авангардному. Спокійніші тони і відтінки властиві класичному і романтичному макіяжу, контрастність, химерність і зухвала гамма кольорів — авангардному.
За колірною гамою заведено розділяти макіяж на «теплий» (переважання жовтих, зелених, коричневих і бежевих відтінків) і «холодний» (рожеві, сірі, сині і фіолетові відтінки). Тональність в основному визначається формою обличчя, кольором волосся і шкіри.
За технікою макіяж розподіляється на умовні групи:
- Класичний — використовують для створення природного образу, застосовують у модній індустрії, глянцевих виданнях, фільмах і на телебаченні.
- Театральний — використовують для створення акцентованого образу з підкресленням міміки.
- Накладний — використовують для спотворення образу.

## Історія макіяжу
Мистецтво макіяжу бере свої початки в сивій давнині. Під час розкопок печер кам'яної доби археологами було знайдене приладдя для фарбування губ, різного виду палички для чорніння брів і вій, гострі раковини для наколювання візерунка на обличчі й тілі. 
«Косметика», в перекладі з грецької, означає «мистецтво прикрашати». У Стародавній Греції було написано багато книг по догляду за обличчям — як, наприклад, «Косметікон». Термін «макіяж» виник пізніше, від французького maquillage — «прикрасити себе».
У Московії на початку XVII століття в моді, як і раніше, зберігалося рясне використання білил, а також широкого вжитку набула заміна брів (їх вискубували повністю!) Зазначалося, що жінки «очі, шию і руки фарбують різними фарбами, білою, червоною, синьою і темною: чорні вії роблять білими, білі знову чорними або темними і проводять їх так грубо і товсто, що всякий це помітить, особливо ж, коли ходять у гості або в церкву, тому що їх не часто випускають блукати вулицями, хіба тільки в свята або для відвідування друзів і рідних.» Від Адама Олеарія також відомо, що «жінки середнього зросту, загалом, красиво складені, ніжні обличчям і тілом, але вони також всі рум'яняться і білятся, до того ж так грубо і помітно, що здається, ніби хтось пригорщами борошна провів по обличчю їх і пензлем пофарбував щоки в червону фарбу. Вони чорнять також, а іноді фарбують у коричневий колір брови і вії». Іноді застосування макіяжу доходило до абсурду, про що згадує той же Олеарій: «Щось подібне сталося в наш час. Знатного вельможі і боярина князя Івана Борисовича Черкаського дружина, дуже красива особою, спочатку не хотіла рум'янитися. Однак її стали дошкуляти дружини інших бояр, навіщо вона бажає ставитися з презирством до звичаїв і звичок їх країни і ганьбити інших жінок своїми діями. З допомогою чоловіків своїх вони домоглися того, що й цій від природи прекрасній жінці довелося білітися і рум'янитися, так би мовити, при ясному сонячному дні запалювати свічку.»
Мода на рум'яна протрималася, принаймні, до кінця XVII століття, про що згадує, зокрема, Чарльз Карлейль: «особливо гідно зауважити, що жінки, будучи взагалі від природи красиві і стрункі, багато рум'яняться, не допускаючи можливості без цього бути красивими. Жінки інших націй рум'янами скрадають своє неподобство, ці ж тільки псують свою красу. До того ж рум'яна, уживані ними, настільки грубі, що немає потреби бути близько, щоб їх помітити.»
За свідченням С.Коллінза — особистого лікаря царя А.РОМАНОВА — в XVII столітті і раніше жіноча косметика виготовлялася на основі вкрай токсичних металів: свинцю і ртуті, які завдавали шкоди обличчю та тілу жінок.
У другій половині XX століття з'явилися спеціальні розділи в журналах мод, а також в популярних журналах, які були присвячені макіяжу.
Сьогодні макіяж використовують не тільки жінки, а й значна кількість чоловіків.
На початку XXI століття макіяж набув широкого вжитку, а косметичні засоби вдосконалились і стали ще менш токсичними. Якщо тоді макіяж наносили більш дорослі жінки, то зараз косметичні засоби використовують дівчата у більш юному віці.